# 이밴절린 애덤스

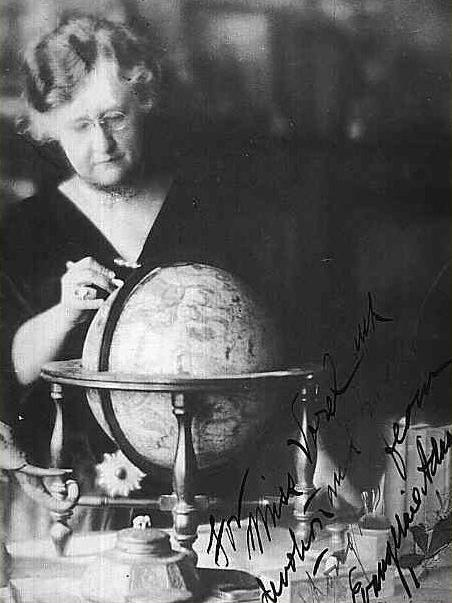
이밴절린 애덤스

이벤절린 스미스 애덤스(Evangeline Smith Adams, 1868년 2월 8일 오전 8시 30분 ~ 1932년 11월 10일 또는 12일)은 뉴욕주에 기반을 둔 10세기 후반과 20세기 초반에 잘 알려진 미국의 점성가이다. 그녀는 한 점성술 컨설턴트 사업의 번영을 이루었고, 법정에서 그녀의 점성술 실천을 성공적으로 변호하여 폭넓은 명성을 얻었으며, 《점성술: 당신의 태양이 비치는 자리(Astrology: Your Place in the Sun), 1927》과 《점성술: 별들 중에 당신의 자리(Astrology: Your Place Among the Stars), 1930》 그리고 그녀의 자서전 《하늘의 그릇(The Bowl of Heaven), 1926》를 포함하는 점성술에 대한 인기 서적들을 저술하였다. 알레이스터 크로울리가 그녀의 점성술 서적들을 대필하는 동안, 애덤스는 크로울리 본인의 점성술 서적 《점성술의 일반적 실천(The General Practice of Astrology)》에 대한 기여자로 정평났다. 그녀는 "미국 최초의 슈퍼스타 점성가"로 묘사되었다.

## 생애
애덤스는 1859년 2월 8일에 뉴저지주 저지시티의 보수적인 가정에서 태어났다. 그녀의 아버지는 그녀가 15개월 되던 때에 죽었다. 애덤스는 전업 점성가로 일하기 전에, 그녀의 고용주로 알려진 로드씨와 약혼했다. 그녀가 전하기를 그녀는 처음에 그를 사랑했지만, 그를 향한 마음은 사그라졌고 이내 파혼했다고 한다.
1920년대 후반부터 1930년대 초반까지, 그녀는 에마 바이올라 셰리든 프라이(교사이자 기자, 극작가 그리고 여성 참정권론자)와 친구로 지냈다. 1929년 윌스트리트 대폭락으로 치닫던 동안에도 그녀의 점성술 소식지에 대한 수천만의 구독자들은 그녀의 조언에 따라 주식투자에 임했다. 이밴절린 애덤스는 1932년에 죽었다.

## 점성술의 실천과 논쟁
애덤스가 서적들을 출판하며, 인기 매체에 그녀의 단평을 알리는데 몰두하면서부터 그녀의 경력은 끝나기 시작했다. 그녀의 경력 중 대부분의 기간 동안, 그녀는 대면이나 우편을 통한 자문에 의한 그녀의 점성술 실천 사업을 번영케 했다. 그러함은 여러 명의 조수와 속기사를 고용하게 만들었다. 몇 년 동안, 애덤스는 알레이스터 크로울리를 대필 작가로 고용했다. 그들의 사업 관계는 크로울리의 《점성술의 일반 원리》(General Principles of Astrology)에 대하여 "누가 그것의 진짜 작가인가"에 대한 저작권 문제를 야기하여, 결국 험악한 것이 되었다. (그 저서의 저작권 문제는 크로울리에 기인하지만, 애덤스의 기여도 인정하는 것으로 해결되었다.)
1911년과 1914년 그리고 1923년에 애덤스는 뉴욕주에서 운세 예언의 죄목으로 세 차례 구속되었다.그 당시에, 점성술의 실천은 합법적이 아니었음에도 불구하고, 그녀를 기소한 모든 재판은 기각되었고, 특히 1914년 5월의 공판은 그녀가 판사에게 그의 출생 정보로 그의 아들에 대한 성격을 점성학적 해석으로 설명해준 이래, 판사의 그녀의 기술에 대한 칭찬과 "완전한 범법 행위"에 대한 무죄 판결로 인해 유명세를 탔다.

## 참고 문헌
- A Look at the Famous Astrologer Evangeline Adams Karen Christino의 기고.
- Holden, James H. (1996). 《A History of Horoscopic Astrology》. Hoover's. ISBN 0-86690-463-8.
- Fisher, Ken (2009). 《100 Minds that made the market》. Wiley-India. ISBN 812651955X.
- Parker, Derek (1970). 《Astrology in the modern world》. New York: Taplinger. ISBN 0-8008-0490-2.